# سلسلة الأساس
سلسلة الأساس (بالإنجليزية: Foundation (book series)) هي سلسلة كتب خيال علمي كتبها المؤلف الأمريكي إسحاق عظيموف. والتي جُمعت لأول مرة في عام 1951، ولمدة ثلاثين عامًا كانت السلسلة عبارة عن ثلاثية مكونة من: الأساس، الأساس والامبراطورية والأساس الثاني. وقد فاز بجائزة هوجو كأفضل سلسلة على الإطلاق في عام 1966. بدأ عظيموف في إضافة مجلدات جديدة في عام 1981 مع تكملتين: حافة الأساس والأساس وكوكب الأرض، ومقدمتين (حلقتين): التحضير للأساس ومقدمة الأساس. وقد أشارت تلك الإضافات إلى أحداث وقعت في سلاسل عظيموف المسماة سلسلة الروبوت والامبراطورية مشيرة إلى أنها كانت موجودة أيضًا في نفس العالم الخيالي.
إن الأساس المنطقي التي تنطلق منه هذه القصص أن عالم الرياضيات هاري سيلدون يقضي حياته في الأيام الأخيرة من الإمبراطورية المجرية في المستقبل في تطوير نظرية التاريخ النفسي وهو علم اجتماع رياضي جديد وفعال. وباستخدام القوانين الإحصائية للعمل الجماعي يمكنه التنبؤ بمستقبل أعداد كبيرة من السكان. ويتنبأ سيلدون بالسقوط الوشيك للإمبراطورية، التي تشمل مجرة درب التبانة بالكامل، وعصر مظلم يمتد إلى 30000 سنة قبل ظهور إمبراطورية ثانية.
ورغم حالة الجمود الكبيرة لسقوط الإمبراطورية لدرجة يصعب أن تتوقف، ابتكر خطة لا بد أن تنحرف من خلالها كتلة الأحداث المندفعة قليلًا فقط للحد من هذا الفاصل الزمني في النهاية إلى ألف سنة فقط. ويقوم سيلدون لتنفيذ خطته بإنشاء الأساسات (إذ تستقر عند الأطراف المقابلة للمجرة مجموعتان من العلماء والمهندسين) للحفاظ على روح العلم والحضارة وبالتالي تصبح حجر الزاوية للإمبراطورية المجرية الجديدة.
ومن السمات الرئيسية لنظرية سيلدون التي أثبتت فعاليتها في العلوم الاجتماعية في العالم الحقيقي، مبدأ الريبة أو عدم الاكتمال: وإذا اكتسب أي شعب معرفته بسلوكه المتوقع، فإن تصرفاته الجماعية المدركة للذات تصبح غير متوقعة.
في عام 2021، تم إنتاج مسلسل بعنوان الأساس من بطولة لو لوبيل.

## تاريخ النشر

### القصص الأصلية
جمعت ثلاثية الروايات الأصلية سلسلة من ثمانية قصص قصيرة نشرت في مجلة الخيال العلمي التناظري والواقع (المدهشة) بين مايو عام 1942 ويناير عام 1950. كانت الفرضية مبنية وفقًا لعظيموف على أفكار في تاريخ إدوارد جيبون لانحدار وسقوط الإمبراطورية الرومانية، والتي اخترعها بنفسه في طريقه للقاء رئيس التحرير جون و. كامبل ووضع معه مفاهيم انهيار الامبراطورية المجرية وأسس الحفاظ على الحضارة والتاريخ النفسي. وقد كتب عظيموف هذه القصص الأولية في شقته في فيلادلفيا الغربية عندما عمل في ساحة فيلادلفيا البحرية.

### ثلاثية الأساس
جمعت القصص الأربعة الأولى مع قصة تمهيدية جديدة ونُشرت في صحيفة غروم في عام 1951 بعنوان الأساس. وقد نُشرت القصص اللاحقة من قبل غروم على شكل أزواج بعنوان الأساس والإمبراطورية (1951) والأساس الثاني (1953)، نتج عن ذلك ثلاثية الأساس التي لا تزال معروفة.

### التكملات والمقدمات اللاحقة
أقنع عظيموف ناشروه بكتابة الكتاب الرابع في عام 1981 والذي كان بعنوان حافة الأساس (عام 1982).
تابع عظيموف بعد أربع سنوات مع تكملة أخرى بعنوان الأساس وكوكب الأرض (عام 1986) أعقبتها التحضير  للأساس (عام 1988)، ثم مقدمة الأساس (1993) التي نُشرت بعد وفاته في عام 1992. وقد ربط عظيموف خلال فترة العامين الفاصلة بين كتابة التكملات والمقدمات في سلسلته (الأساس) مع سلسلته الأخرى المختلفة، مما أدى إلى إنشاء عالم واحد موحد. وإن الصلة الأساسية المذكورة في حافة الأساس هي: تقليد غامض حول الموجة الأولى من المستوطنات الفضائية مع الروبوتات ثم ما يسمى بالاسترداد الثاني.
والفكرة مستنبطة من كتاب روبوتات الفجر، والتي توضح الفوائد وأوجه القصور التي تعود على الموجة الأولى من المستوطنات وما يسمى ثقافة C/Fe (وتعني الكربون/الحديد، للإشارة إلى البشر والروبوتات معًا)، إضافة إلى إظهار الطريقة التي قُبلت بها الموجة الثانية من المستوطنات. وتستخدم كلمة التاريخ النفسي في هذا الكتاب نفسه لوصف الفكرة الوليدة عن عمل سيلدون. كما أن بعض عيوب هذا النمط من الاستعمار، والذي يسمى بالثقافة الفاصلة، تتجسد أيضًا في الأحداث التي وُصفت في كتاب الشمس العارية.

## روايات سلسلة الأساس لعظيموف

### التحضير للأساس
يبدأ التحضيرللأساس على كوكب ترانتور وهو عاصمة الإمبراطورية، بعد يوم من إلقاء هاري سيلدون خطابًا في مؤتمر الرياضيات. أصبحت العديد من الأطراف على دراية بمحتوى خطابه (وهو أنه باستخدام الصيغ الرياضية، يمكن التنبؤ بمسار التاريخ البشري في المستقبل). وكان سيلدون مطارد من قبل الإمبراطور مع العديد من البلطجية الموظفين الذين يعملون بشكل خفي، مما دفعه إلى المنفى.
وعلى مدار تأليف الكتاب كان سيلدون ورفيقته أستاذة التاريخ دورز فينابيلي ينتقلون من مكان إلى آخر تحت ستار المراسل الصحفي كريستر هومين والذي كان يعرّفهم على مختلف مسارات الحياة الترانتورية في محاولات لإبقاء سيلدون متخفيًا عن الإمبراطور. ينكر سلدون باستمرار في كل مغامراتهم في مختلف أنحاء ترانتور أن التاريخ النفسي عبارة عن علم واقعي.
وحتى إذا أمكن ذلك فقد يستغرق الأمر عقودًا عديدة من الزمن قبل أن يتطور. رغم ذلك، كان هيومين مقتنعًا بأن سيلدون يعرف شيئًا ما، لذلك كان يضغط عليه باستمرار ليصل إلى نقطة البدء في تطوير التاريخ النفسي. وبعد كثير من السفر والتعرف على مختلف الثقافات المتنوعة في ترانتور، أدرك سيلدون في نهاية المطاف أن استخدام المجرة المعروفة بأكملها كنقطة بدء هو أمر معقد للغاية؛ ثم قرر استخدام ترانتور كنموذج لعمله، بهدف استخدام بقية المجرة لاحقًا للمعرفة التطبيقية.

### مقدمة الأساس
عمل سيلدون على دراسة علم التاريخ النفسي بعد ثمانية أعوام من أحداث المقدمة وطبقه على نطاق مجري. وازدادت شهرته ومكانته وارتقى أخيرًا ليشغل منصب الوزير الأول للإمبراطور. وكان سيلدون يخسر أقرب الناس إليه كلما تقدم في تأليف الكتاب بما فيهم زوجته دورز فينابيلي إذ تدهورت حالته الصحية مع بلوغه سن الشيخوخة. وبعد أن عمل سيلدون طيلة حياته كشخص بالغ في فهم التاريخ النفسي، وجّه سيلدون حفيدته واندا إلى تأسيس الأساس الثاني.